# Sinyior
Sinyior is een bestuurslaag in het regentschap Tapanuli Selatan van de provincie Noord-Sumatra, Indonesië. Sinyior telt 462 inwoners (volkstelling 2010).